# ام‌وی مونچگورسک (۱۹۸۳)
ام‌وی مونچگورسک (۱۹۸۳) (به انگلیسی: MV Monchegorsk (1983)) یک کشتی بود که طول آن  و ارتفاع آن ۵۱٫۵۰ متر (۱۶۸٫۹۶ فوت) بود. این کشتی در سال ۱۹۸۳ ساخته شد.